# 末延岑生
末延 岑生（すえのぶ みねお、1941年3月10日 - ）は、日本の英語教育学者。兵庫県立大学名誉教授。

## 経歴
神戸市長田区生まれ。三菱神戸造船所で独学のカタカナ英語を使い外国から資材調達の巨額取引をしていた父・幸司の影響で英語教師を志す。中学時代にアポストロフィーの位置を誤ったりピリオドが抜けていただけで零点にされ日本式教育が誤りであると確信した。24歳の時に世界一周の旅に出、アメリカでもイギリスでも英語発音の汚さを指摘されたが、ドイツではそんなことで悩むなと励まされ、自国訛りを恥じない人々に会い、インドでもエジプトでも自分の英語が通じた。このような経験から、自らの道は正しいと確信。関西学院大学大学院教育専攻科修了。
神戸女学院中学部・高等学部、関西学院高等部の英語教員、兵庫県立大学（元・神戸商科大学）教授となる。またハワイ大学客員研究員、中国曁南大学、国立インドネシア大学大学院客員教授、日本「アジア英語」学会理事を歴任。1995年、阪神・淡路大震災により自宅が全壊。2006年、兵庫県立大学を定年退職。同大学名誉教授となる。
2021年、瑞宝中綬章受章。
現在も若者たちに英語を教える。2008年4月より2013年3月まで、神戸芸術工科大学非常勤講師（英語科）。兵庫県立神戸高等学校でも教鞭をとっている。

## 人物
専門は英語教育学、NPO論。日本人が英語を話す際の「エラー」の研究を専門としている。英語・教育について講演も行う。英語を学問としている英語教育に反感を抱き、文法や発音を無視し単語を一つずつ喋るニホン英語（カタカナ英語）を提唱する。発音などを初めとして英語話者を英米化する風潮にも反感を抱いており、ニホン英語は日本人の正統的な英語であると主張。
自著において日本英語はどれだけ通じるかということに関しての実験データを示しており、平均的な理解度は79.2%であった。例えば「私は神戸で生まれ、神戸で育った」を"I born in Kobe and grew in Kobe."と表現した場合と「私は今、マンドリンクラブに入っている」を"I'm now mandolin club."と表現した場合の通用度が100%であり、「中学時代から水泳をやっていました」を"I have been swum since I am in junior high school."と表現した場合の通用度が80%、「足を悪くした」を"I had a sick with my legs."と表現した場合ですら62.5%の通用度となっている。。
自身が2004年に公立大学商経学部1年生101人を対象として4月の最初と10か月後の最後の授業でアンケートを取った結果、英語が嫌いな状態から好きな状態になった学生が19人、日本人の英語を下手だと思っていたところから下手だと思わなくなったのが69人、英米人の英語がかっこいいと思っていたところから思わなくなったのが48人、自分の英語が嫌いな状態から好きな状態になったのが26人、自分の英語力に自信がなかった状態から自信のある状態になったのが39人と、授業を受けた学生の意識に変化が現れたのが明らかになった。
分からない単語があれば辞書を引かずに意味を推理することを英語学習において推奨し、模範文のみを正解とする英作文を良しとしない。英語の聞いたままをそのまま発音する（"Go on board the ship?"を「ゴボーのシッポ?」と読むなど）会話法を、分の生成や置き換えが困難で、普遍性が無く、応用が利かないという点で危険であると警告している。私生活でも言葉の間違いや小さい子供の広域化現象に関しては寛容であり、自著において言葉の間違いを基調としたやり取りをエッセイ的にまとめた個所もある。
日本人の子供たちの多くは文法に厳しい日本の英語教育ですっかり英語が嫌いになり、単に英語を嫌うだけでなく外国人恐怖症・嫌悪症が生まれ、その一方でそれらの子供たちは集団化すると"This is a pen"などと外国人観光客をからかうようになると主張している。
国内の英語教育関連の学会などからは異端児扱いされているが、ヨーロッパの学会誌に論文が掲載されたりロンドン大学教授の著書に引用（オックスフォード大学出版局より刊行）されたりなどしている。

## 社会活動
地元神戸で社会活動も行う。阪神大震災の被災者を励まそうと「寅さんを迎える会」の会長として映画『男はつらいよ』の神戸ロケを実現させた。

## 著書

### 単著
- 『From Error To Intelligibility』Shubun International, Tokyo.199 pp.、8。
- 『Communicability within Errors』KUC Monograph LII, The Institute of Economic Research, Kobe University of Commerce, Kobe. 254 pp.、12。
- 『Japanese English―A Study of Japanese Learners' Simultaneous Interpretation』KUC Monograph LX, The Institute of Economic Research, Kobe University of Commerce, Kobe. 279 pp.、3。
- 『Pathology of English Teaching in Japan』KUC Monograph LXVIII, The Institute of Economic Research, Kobe University of Commerce, 226pp.、3。
- 『The Preparation Theory of the Origin of Language』UH Monograph LXXVI, The Institute of Economic Research, University of Hyogo, Kobe, 230pp.、3。
- 『Errorology in English』友月（ゆうげつ）書房、2002年。ISBN 4-87787-174-8。
- 『ことばの元を探る : 知恵と文字の仕込み』 5巻、天理大学附属おやさと研究所〈グローカル新書〉、2005年。ISBN 490305800X。
- 『1000文英語カードゲーム 第1集 形容詞＋名詞編』渡辺ひろみ 画、ユニコム、2006年。ISBN 978-4-89689-457-8。
- 『1000文英語カードゲーム 第2集 動詞＋名詞編』渡辺ひろみ 画、ユニコム、2006年。ISBN 978-4-89689-458-5。
- 『ニホン英語は世界で通じる』〈平凡社新書〉2010年。ISBN 9784582855357。
- 「Open Japanese（ニホン英語）をデザインする」『神戸芸術工科大学紀要 芸術工学 2011年度』2011年。

### 共著
- 『からだで学ぶ英語教室』大阪教育図書、1986年。ISBN 978-4-271-11205-1。

### 編纂・共著書
- 田守育啓・Roy Youngとの共編 編『放送英語入門JNN2か国語ニュースで学ぶ英語ニュースのヒアリング』語研、1982年。
  - テキスト：ISBN 978-4-87615-873-7
  - カセットテープ：ISBN 978-4-87615-973-4
- 『英語科視聴覚ハンドブック』 金田正也編（協力執筆）大修館書店 1968.
- 『英語学習ゲーム』金田正也との共編 語研 1970.
- An Approach to Reading Improvement through Listening, General Education Media Corporation, 1973.
- A Synthetic Approach to Productive Reading, General Education Media Corporation, 1974.
- Masculine or Feminine?Your Role in Society?EFL Practice, General Education Media Corporation,1975.
- 『続・英語学習ゲーム?The Collocation Method』語研, 1977.
- 『文部省中学校検定英語教科書：Total English Course 1.2.3.』(中島文雄他との共編) 秀文出版 1981.
- 『文部省高等学校検定英語教科書：Senior Total English Course 1.2.3.』 (中島文雄他との共編)秀文出版 1981.
- 『文部省中学校検定英語教科書教師用指導書：Total English Course ? Teacher’s Manual 1.2.3.』(中島文雄他との共編) 秀文出版 1981.
- 『英語指導法ハンドブック3』 執筆担当 大修館書店 1981.
- 『児童英語教育の常識』執筆担当 杏文堂 1987.9.
- 『児童英語クエスチョンボックス』執筆担当 杏文堂 1989.
- BAHASA JEPANG BISNIS『インドネシア人のためのビジネス日本語』共著 神戸商科大学学術研究会 2003.11.
- 『ボランティア文化のあけぼの』 兵庫県立大学経済経営研究所 2006.3. 214pp．
- 『末延先生が作った1000文英語カードゲーム』第1,2集 ユニコム出版 2006.11.

### 辞典
- 『New Horizon 英和辞典』 執筆担当 東京書籍 1979.
- 『小学館PROGRESSIVE英和中辞典』 執筆担当 小学館 1980.
- 『英語教育現代キーワード事典』 執筆担当 増進堂 1991.3.
- 『最新アジア英語事典』「中国の英語」担当 大修館書店 2002.11.

### 翻訳
- R.F. Keating, A Study of the Effectiveness of Language Laboratories, 鈴木博編 『講座：英語教育工学』第6巻 研究社 1973.
- H.H. Clark, E.V. Clark, Psychology and Language, 『言語と心理』堀口俊一監訳 第4章「実質記憶」他担当 桐原書店 1981.7. 他。

## 論文

### 単著
- 「LLを中心とした英語科教育法の研究」『関西学院大学大学院文学研究科修士論文』1965年。
- 「Listening Comprehension Testに関する一考察」『論叢』第13巻、関西学院高等部、1967年。
- 「Pattern Practiceの類型化研究」『Language Laboratory』第8巻、語学ラボラトリー学会、1968年。
- 「Audio－Active Comparative Language Laboratory の利用について」『論叢』第14巻、関西学院高等部、1968年。
- 「大学におけるLanguage Laboratory」『人文論集』6－3、神戸商科大学、1971年。
- 「LL教育の位置づけ」『LL研究収録』第2巻、日本放送教育協会、1971年。
- 「LL教育研究―放送番組を中心として」『LL通信』8月号、日本放送教育協会、1971年。
- 「English Speech Error Analysisに関する実験的考察」『Corpus』第7巻、神戸市外国語大学六甲英語学研究会、1973年。
- 「素材の選択」『現代英語教育』2月号 研究社 1973.
- 「Speech Errors―その言語的・心理的側面」『英語教育』7月号、大修館書店、1975年。
- 「学校外の英語教育の果す役割」『研究収録』No.1日本英語教育学会 1977.
- 「英語教育の方法?授業研究（Interaction Analysis）」『英語教育』創刊25周年記念号 大修館書店 1977.
- 「英語音声の誤聴に関する実験的考察」『人文論集』 第13巻 第3･4号 pp.170-187 神戸商科大学1977.
- 「TPR教授法」New Total English Course -The Teacher’s Manual (2) 所収 秀文出版 1977.
- 「英語“楽習”への指向」『現代英語教育』第15巻 第1号 pp.2-5 研究社 1978.4.
- 「遊びとことばの学習」『ことばと教育』No.35 三省堂 1979.
- Audio－Motor Approachについて(1)『研究収録』第3号 日本英語教育学会 1979.
- 「四技能をどこまで指導するか」『児童英語教育』第2号 JAPEC 1979.1.
- 「誤聴分析」『大学英語教育学会紀要』No.10 大学英語教育学会 1979.10.末延岑生他
- 「Audio－Motor Approachについて(2)」『研究収録』第4号 日本英語教育学会 1980.3
- 「ことばの学習と評価」『児童英語教育』第6号 JAPEC 1980.
- 「言語“楽習”観について」『英語教育展望』No.6日本英語教育学会 1980.
- An Analysis of Perceptual Error－Learning Process,『大学英語教育学会紀要』No.12 The Japan Association of College English Teachers, 1981.11. Suenobu, M., et. al.
- 「生徒の興味･欲求と英語教育」『英語教育』第31巻第3号 大修館書店 1982.6.
- 「Sound Spectrogram に見る日本児童の英語音声」『研究紀要』第1号 日本児童英語教育学会 1982.
- An Analysis of Perceptual Error?Effect of Learning and Mechanism of Hearing, 『大学英語教育学会紀要』No.13, The Japan Association of College English Teachers, 1982.10. Suenobu, M., et. al.
- Adapting a Japanese Card Game into Foreign Language Teaching, Modern English  Teacher, Vol.13. No. 2, Modern English Publications, Oxford England, Winter 1985.6.
- An Experimental Study on the Reproduction of English by Japanese Students, 『大学英語教育学会紀要』No.16, The Japan Association of College English Teachers, 1985.10. Suenobu, M., et. al.
- 「外国語教育の習得時期と方法」『現代英語教育』第22巻第10号 研究社 1986.1
- 「児童英語教育の背景とその意義」The Language Teacher, Vol. 10. No.1,全国語学教育学会 1986.1.
- Listening Comprehension and the Process of Information Acquisition by Non-NativeSpeakers of English, International Review of Applied Linguistics in Language
- Teaching, (IRAL) XXIV/3, Julius Groos Verlag, Heidelberg. West Germany 1986.8. Suenobu, M., et. al.
- An Experimental Study of Intelligibility of English Spoken by Non-Natives.『大学英語教育学会紀要』No.18. The Japan Association of College English Teachers.Japan. 1987. Suenobu, M., et. al.
- Teaching English as an International Language, Kenkyu Shuroku, No.11,日本英語教育学会 1987.4.
- Escape from "One-way Teaching" ,Teaching English to Children for the 21st Century,No. 7. pp.14-16. Kyobundo. Tokyo. 1988. 1-2.
- An Experimental Study of Intelligibility of English Spoken by Non-Natives, Working Paper,? No.104? Kobe University of Commerce 1990. Suenobu, M., et. al.
- )Intelligibility of Japanese English to Native Speakers of English--Context-free vs.Context-added.Linguistic Fiesta, pp. 769-785.Kuroshio Publishing Co. Ltd.,Japan. 1990. Suenobu, M., et. al.
- 「ニホン英語」本名信行編『アジアの英語』所収 くろしお出版 1990.12.* Information Transmission of English by Japanese Learners of English, Working Paper No. 111, Kobe University of Commerce 1990. Suenobu, M., et. al.
- An Experimental Study of Intelligibility of Japanese English. International Review of Applied Linguistics in Language Teaching.(IRAL) 30(2) pp. 146-156, Julius GroosVerlag, Heidelberg. 1992. 5. Suenobu, M., et. al.
- Errors are the Foundation of Language Learning. The Modern English Teaching.Kenkyusha, Tokyo. 1993. 10.
- Information Transmission of English by Japanese EFL Students and Native Speakers of English: A Comparative Study, Working Paper, No. 136 The Institute of Economic Research, Kobe University of Commerce,1993. Suenobu, M., et. al.,及び『英語学論説資料』第30号-5, 論説資料保存会.
- 「誤りは言語学習の基礎」『現代英語教育』研究社 1993.3.
- Information Transmission in Japanese and English by Japanese Learners of English,Working Paper No.138, The Institute of Economic Research, Kobe University of Commerce,1993. (Also in Jinbun Ronshu XXX) Suenobu, M., et. al.
- The "Joyous Play" Approach to Language Learning. JASTEC Journal, The Japan Association for the Study of Teaching English to Children, 1994.
- An Approach to Language Learning as Joyous Play, Working Paper No. 142, The Institute of Economic Research,? Kobe University of Commerce, 1994. 4.
- Errors are the Foundation of Language Learning, Working Paper No. 145, The Institute of Economic Research, Kobe University of Commerce, 1994.
- Information Transmission in Japanese and English by Japanese Learners of English,Jinbun Ronshu Vol. XXX, 1-2,? The Institute of Economic Research, Kobe University of Commerce, 1994.10.
- On the Ability of Simultaneous Interpretation by Japanese University Students,Working Paper, No. 148,? The Institute of Economic Research, Kobe University of Commerce, Kobe. Suenobu, M., et. al. 1994.
- 「日本人大学生の同時通訳におけるパラフレーズ能力について」『研究資料』第151号, 神戸商科大学学術研究会 1995. 末延岑生他
- 「日本人の英語―その形態的・統語的特徴」『人文論集』31－1 神戸商科大学学術研究会 1995.9.末延岑生他、及び『英語学論説資料』第30号，論説資料保存会.
- The Relationship between Psychological Pressure and Learners' Utterances.International Journal of Psycholinguistics 11(3) pp.315-325, International Society of Applied Psycholinguistics. (ISAPL) 1995.12. Suenobu, M., et. al.
- 「日英同時通訳における情報伝達能力―文法上のマイナー･エラーとの関係について」『研究資料』第153号, 神戸商科大学学術研究会 1996. 末延岑生他
- The Use of Paraphrased Expressions in Simultaneous Interpretation by Japanese University Students, Working Paper No. 163, The Institute of Economic Research,Kobe University of Commerce, Kobe. 1997. Suenobu, M., et. al.
- A Cultural Volunteer Exchange in the Great Hanshin-Awaji Earthquake An Exchange between Children in Kobe and Northridge, California Working Paper No.164, The Institute of Economic Research, Kobe University of Commerce, Kobe.1997. Suenobu, M., et. al.
- Japanese Children’s Communication Strategies in the U.S. Working Paper No. 165,The Institute of Economic Research, Kobe University of Commerce, Kobe. 1997.Suenobu, M., et. al.
- On the Ability to Convey Information during Simultaneous Interpretation by Japanese University Students?focusing on the Relationships between Transmitted Information and Minor Grammatical Errors, Working Paper No. 166, The Institute of Economic Research,? Kobe University of Commerce, Kobe. Also in Proceedings of IAWE, International Association for World Englishes, The National University of Singapore 1997. Suenobu, M., et. al.
- Information Transmission of English by Japanese Learners of English. International Review of Applied Linguistics in Language Teaching.(IRAL) 35(3), Julius Groos Verlag, Heidelberg, 1997. 8. Suenobu, M., et. al.
- Japanese Students' Self-improvement in Conveying Information in English, Working Paper, No.169, The Institute of Economic Research, Kobe University of Commerce,Kobe. Also in Proceedings of IAWE, International Association for World Englishes,The University of Illinois at Urbana-Campaign 1998. Suenobu, M., et. al.
- Research on Japanese University Student's Motivation in Doing Simultaneous Translation,Working Paper, No. 171, Institute of Economic Research, Kobe University of Commerce,?Kobe. 1999. Also in Proceedings of IAWE, , International Association for World Englishes, The University of Hawaii,? Suenobu, M., et. al.
- 「アジアの英語教育」『英語教育』第49巻第9号 大修館書店 2000.
- 「社会貢献としてのボランティア」『人文論集』神戸商科大学学術研究会 2002.
- 「語彙の経済」『人文論集』神戸商科大学学術研究会 2002., 及び『英語学論説資料』第40号-3，論説資料保存会 2005-6.
- Information Transmission of English by Japanese EFL Students and Native Speakers of English: A Comparative Study. The Jinbun Ronshu Vol.XXXVIII March 2003,Nos. 3.4, Kobe University of Commerce, 2003. Suenobu, M. et.al. Also Proceedings of International Society of Applied Psycholinguistics, (ISAPL) University of Porto,Portugal, Suenobu, M., et. al.
- 「経営戦略を志向した英語教育―中国を事例として」『人文論集』第39巻 第1・2号 神戸商科大学学術研究会 2003.12., 及び『中国関係論説資料』第46号-4-上，論説資料保存会 2006.2．
- 末延岑生「Open Japanese（ニホン英語）をデザインする」『芸術工学2011』、神戸芸術工科大学、2011年11月、CRID 1050001337615203584。
- 末延岑生「ニホン英語（Open Japanese）の類型化研究（形態編）/アジア英語（Open Asian）を礎として」『芸術工学2012』、神戸芸術工科大学、2012年11月、CRID 1050001337615180160。
- 末延岑生「ニホン英語(Open Japanese)の類型化研究(語順編)」『人文論集』第48巻、兵庫県立大学神戸商科キャンパス学術研究会、2013年3月、93-120頁、CRID 1050845763888485888、ISSN 04541081。
- 末延岑生「ニホン英語(Open Japanese)の類型化研究 : 音声編」『人文論集』第49巻、兵庫県立大学神戸商科キャンパス学術研究会、2014年3月、127-159頁、CRID 1050845763888489472、ISSN 04541081。
- 末延岑生「ニホン英語(Open Japanese)の類型化研究 : 歴史編 イギリス偏向の英語教育 : 第二次世界大戦前夜まで」『人文論集』第50巻、兵庫県立大学神戸商科キャンパス学術研究会、2015年2月、31-67頁、CRID 1050564288911779840、ISSN 04541081。
- 末延岑生「ニホン英語(Open Japanese)の類型化研究 : 従米から屈米への日米外交」『人文論集』第51巻、兵庫県立大学神戸商科キャンパス学術研究会、2016年2月、1-34頁、CRID 1050564288911781120、ISSN 04541081。
- 末延岑生「ニホン英語（Open Japanese）の類型化研究 : 日本人の言語観・言語教育観（台湾統治時代の日本語普及政策から）」『人文論集』第52巻、兵庫県立大学神戸商科キャンパス学術研究会、2017年2月、87-124頁、CRID 1050001338958396416、ISSN 04541081。
- 末延岑生「ニホン英語(Open Japanese)の類型化研究(9) : 「’宿命’の心理学」から「’心ひとつが我が理’の心理学」へ」『人文論集』第53巻、兵庫県立大学神戸商科キャンパス学術研究会、2018年2月、11-50頁、CRID 1050845763888528768、ISSN 04541081。
- 末延岑生「ニホン英語（Open Japanese）の類型化研究(10): 日本の高校生の英語学習観を探る（ソシュールの言語観を礎として）」『人文論集』第54巻、兵庫県立大学神戸商科キャンパス学術研究会、2019年2月、59-92頁、CRID 1050564289012657792、ISSN 04541081。
- 末延岑生「ニホン英語（Open Japanese）の類型化研究(11) ―宿命の現代言語学から社会言語学へ―」『人文論集』第55巻、兵庫県立大学神戸商科キャンパス学術研究会、2020年3月、97-129頁、CRID 1050002213034109056、ISSN 04541081。
- 末延岑生「ニホン英語 （Open Japanese） の類型化研究 (12):ニホン英語のさらなる内発的発展に向けて（アメリカ英語同化政策の危機の中で）」『人文論集』第56巻、兵庫県立大学神戸商科キャンパス学術研究会、2022年3月、103-133頁、CRID 1050855267599397120、ISSN 04541081。
- 末延岑生「「ニホン英語」（Open Japanese）の類型化研究（13):柳宗悦の民藝学と「ニホン英語」の原点」『人文論集』第57巻、兵庫県立大学神戸商科キャンパス学術研究会、2023年3月、65-100頁、CRID 1050297194910982656、ISSN 04541081。

## 学会発表及び学術講演

### 国内の学会発表(1980年以降)
- 「誤聴分析―学習の軌跡」大学英語教育学会第19回全国大会 ノートルダム清心女子大学 1980.10.25. （山根他と共同）
- 「国際共通語としての英語における問題―Non-Native English に対するAural Comprehension 能力」 大学英語教育学会第19回全国大会 ノートルダム清心女子大学 1980.10.25.（Nakayama Y, Smith L.と共同）
- 「誤聴分析―学習の効果」大学英語教育学会第20回全国大会 早稲田大学 1981.10.31.（山根他と共同）
- 「誤聴分析―情報獲得」大学英語教育学会第21回全国大会 同志社女子大学 1982.10.31（山根他と共同）
- 「誤再生分析」大学英語教育学会第23回全国大会 上智大学 1984.10.20.（山根他と共同）
- 「Total Physical Response Approach」日本児童英語教育学会全国大会基調講演 神奈川大学 1984.10.
- “The Hyakunin-isshu Card Game Adapted to English Teaching” Japan Association of Language Teachers, Tokai University, 1984.11.
- “How Japanese Students Hear English” Plenary Speech, Japan Association of Language Teachers, St. Michael’s English School, 1985.2.
- “Auditory Error Analysis” Plenary Speech, Japan Association of Language Teachers, Nagoya Koseinenkin Kaikan, 1985.4.
- 「最近の指導法とその応用の可能性－Total Physical Response Approach」全国英語教育学会第11回全国大会 東京成田ビューホテル 1985.8.4.
- 「日本人大学生が話す英語の特徴とそのIntelligibility」大学英語教育学会第24回全国大会 椙山女学園大学1985.10.
- 「日本人大学生の英語の発音とそのIntelligibility」大学英語教育学会第25回記念全国大会 慶応大学 1986.9.20.
- 「日本人の英語はどの程度通じるか」近畿中高大英語教育協議会講演 神戸商科大学
- 『ニホン英語30年』日本「アジア英語」学会全国大会記念講演 東京英和女子大学2001.6.23
- 「Errorology学の構築に向けて」（シンポジュウム）、日本「アジア英語」学会全国大会 天理大学2002.11.
- 「私の授業―Error-free situation」日本「アジア英語」学会全国大会 早稲田大学大熊講堂 2003.11.
- 『ことばの寛容性と英語教育―英語エラー学の立場から』日本「アジア英語」学会全国大会特別講演兵庫県立大学 2005.6.25.
- 『ニホン英語40年』日本「アジア英語」学会全国大会特別講演 神戸芸術工科大学 2010.その他、崇城大学、東海高等学校、兵庫県立神戸高等学校、県立播磨南高等学校、県立北須磨高等学校， 県立小野高等学校、県立明石城西高等学校、神戸市立神港高等学校、兵庫県立いなみの学園、 神戸市立飛松中学校、神戸小学校、以下略。

### 海外の学会発表及び学術講演
- From Error To Intelligibility--Japanese English. University of South Pacific, Fiji, 1991.
- )The Relationship between Psychological Pressure and Learners' Utterances. International Society of Applied Psycholinguistics,(ISAPL), University of Bologna, Italy, 1994.
- On the Ability of Simultaneous Interpretation by Japanese University Students, IAWE, International Association for World Englishes, University of Hawaii, Honolulu, U. S. A., 1996.
- Information Transmission of English by Japanese EFL Students and Native Speakers of English:A Comparative Study, International Society of Applied Psycholinguistics, (ISAPL), University of Porto, Portugal,1997.
- Japanese English. International Conference on Globalization, Pluralization and Intercultural Communication, Beijing Foreign Language Studies University, China, 1997.
- On the Ability to Convey Information during Simultaneous Interpretation by Japanese University Students--Focusing on the Relationships between Transmitted Information and Minor Grammatical Errors, IAWE, International Association for World Englishes, The National University of Singapore,Singapore,1997.
- Japanese University Students' Self-Improvement in Conveying Information in English, IAWE,International Association for World Englishes, The University of Illinois, Illinois, U. S. A., 1998.
- )Reflections of Japanese English, International Conference on Globalization, Pluralization and Intercultural Communication, Shenzhen University, China.
- Linguistic Errors and English Language Education in Japan, University of New England, Australia,1999.
- Toward the Construction of the Study of Errorology in English, IAWE, International Association for World Englishes, Syracuse University, New York, July 2004.

以下略。